# Покот (Њујорк)
Покот (енгл. Poquott) град је у америчкој савезној држави Њујорк.

## Демографија
По попису из 2010. године број становника је 953, што је 22 (-2,3%) становника мање него 2000. године.
| Група             | 2000.       | 2010.       |
| Белци             | 869 (89,1%) | 811 (85,1%) |
| Афроамериканци    | 24 (2,5%)   | 19 (2,0%)   |
| Азијати           | 40 (4,1%)   | 63 (6,6%)   |
| Хиспаноамериканци | 43 (4,4%)   | 40 (4,2%)   |
| Укупно            | 975         | 953         |